# 스트라스부르
스트라스부르(프랑스어: Strasbourg, 독일어: Straßburg 슈트라스부르크[*], 알자스어: Strossburi)는 프랑스 북동부에 있는 도시로서 라인강의 서쪽 강변에 있는 도시이다. 알자스(Alsace) 레지옹 청사 소재지임과 동시에 바랭주(Bas-Rhin) 정부 청사 소재지이다. 또한 스트라스부르는 유럽의 수도라는 이름을 지니고 있다.
프랑스에서 일곱 번째로 많은 사람들이 사는 도시인 스트라스부르는 또한 북동쪽의 중요한 경제의 축 중의 하나이다. 매우 다양한 종류의 2차 산업과 특히 금융, 연구, 기업 컨설팅 등에 집중된 3차 산업이 이 지역의 중심산업이다. 이와 더불어 의·약학 연구와 자동차 산업 등의 경쟁력 있는 산업이 육성되고 있다.
과거로부터 언제나 국경지대에 위치한 도시였던 스트라스부르에는 두 개의 문화가 깊이 공존하고 있다. 다사다난하고 유구한 역사 덕택에 스트라스부르에는 괄목할 정도로 많은 건축유산이 있다. 스트라스부르 대성당(la cathédrale Notre-Dame de Strasbourg)과 특색 있는 동(洞)인 쁘띠뜨 프랑스(le quartier de la Petite France)등을 포함한 도시의 중심부는 1988년 유네스코에 의해 세계문화유산으로 지정되었다.
또한, 스트라스부르는 프랑스와 독일, 나아가 유럽 전체의 화해를 상징하는 도시가 되었다. 도시는 점진적으로 정치적, 문화적, 교육적 기능을 특화시켰다. 또한 제네바, 뉴욕과 함께 수도가 아닌 도시로서 국제 기구의 본부가 들어서 있는 몇 안 되는 도시 중 하나이다.
스트라스부르는 국립극장, 국립도서관과 대학도서관, 국립라인오페라 등 잘 알려진 문화 기관들이 포진해 있어서 문화의 중심지이기도 하다. 다른 한편으로, 스트라스부르는 교육의 도시이다. 스트라스부르 내의 대학들은 과감히 세계로 문을 개방하였는데, 20%가 넘는 외국학생 비율과, 100개국 이상의 학생들이 공부하고 있다는 사실이 이를 뒷받침해준다. 프랑스어의 첫 기록인 스트라스부르 서약이 쓰여진 곳이기도 하다.

## 인구
| 연도 | 인구    | ±% p.a. |
| ---- | ------- | ------- |
| 1793 | 47,254  | —       |
| 1800 | 49,056  | +0.54%  |
| 1806 | 51,465  | +0.80%  |
| 1821 | 49,680  | −0.24%  |
| 1831 | 49,712  | +0.01%  |
| 1836 | 57,885  | +3.09%  |
| 1841 | 70,298  | +3.96%  |
| 1846 | 71,992  | +0.48%  |
| 1851 | 75,565  | +0.97%  |
| 1856 | 77,656  | +0.55%  |
| 1861 | 82,014  | +1.10%  |
| 1866 | 84,167  | +0.52%  |
| 1871 | 85,654  | +0.35%  |
| 1875 | 94,306  | +2.43%  |
| 1880 | 104,471 | +2.07%  |
| 1885 | 111,987 | +1.40%  |
| 1890 | 123,500 | +1.98%  |
| 1895 | 135,608 | +1.89%  |

| 연도 | 인구    | ±% p.a. |
| ---- | ------- | ------- |
| 1900 | 151,041 | +2.18%  |
| 1905 | 167,678 | +2.11%  |
| 1910 | 178,891 | +1.30%  |
| 1921 | 166,767 | −0.64%  |
| 1926 | 174,492 | +0.91%  |
| 1931 | 181,465 | +0.79%  |
| 1936 | 193,119 | +1.25%  |
| 1946 | 175,515 | −0.95%  |
| 1954 | 200,921 | +1.70%  |
| 1962 | 228,971 | +1.65%  |
| 1968 | 249,396 | +1.43%  |
| 1975 | 253,384 | +0.23%  |
| 1982 | 248,712 | −0.27%  |
| 1990 | 252,338 | +0.18%  |
| 1999 | 264,115 | +0.51%  |
| 2007 | 272,123 | +0.37%  |
| 2012 | 274,394 | +0.17%  |
| 2017 | 280,966 | +0.47%  |

|  | 기술적 문제로 인해 그래프를 일시적으로 사용할 수 없습니다. 파브리케이터와 미디어위키 위키에 더 자세한 정보가 있습니다. |

## 기후
| 스트라스부르 (스트라스부르 공항)의 기후                                                   | 스트라스부르 (스트라스부르 공항)의 기후 | 스트라스부르 (스트라스부르 공항)의 기후 | 스트라스부르 (스트라스부르 공항)의 기후 | 스트라스부르 (스트라스부르 공항)의 기후 | 스트라스부르 (스트라스부르 공항)의 기후 | 스트라스부르 (스트라스부르 공항)의 기후 | 스트라스부르 (스트라스부르 공항)의 기후 | 스트라스부르 (스트라스부르 공항)의 기후 | 스트라스부르 (스트라스부르 공항)의 기후 | 스트라스부르 (스트라스부르 공항)의 기후 | 스트라스부르 (스트라스부르 공항)의 기후 | 스트라스부르 (스트라스부르 공항)의 기후 | 스트라스부르 (스트라스부르 공항)의 기후 |
| 월                                                                                        | 1월                                     | 2월                                     | 3월                                     | 4월                                     | 5월                                     | 6월                                     | 7월                                     | 8월                                     | 9월                                     | 10월                                    | 11월                                    | 12월                                    | 연간                                    |
| ----------------------------------------------------------------------------------------- | --------------------------------------- | --------------------------------------- | --------------------------------------- | --------------------------------------- | --------------------------------------- | --------------------------------------- | --------------------------------------- | --------------------------------------- | --------------------------------------- | --------------------------------------- | --------------------------------------- | --------------------------------------- | --------------------------------------- |
| 역대 최고 기온 °C (°F)                                                                    | 17.5 (63.5)                             | 21.1 (70.0)                             | 26.3 (79.3)                             | 30.0 (86.0)                             | 34.6 (94.3)                             | 38.8 (101.8)                            | 38.9 (102.0)                            | 38.7 (101.7)                            | 33.4 (92.1)                             | 29.1 (84.4)                             | 22.1 (71.8)                             | 18.3 (64.9)                             | 38.9 (102.0)                            |
| 일평균 최고 기온 °C (°F)                                                                  | 5.2 (41.4)                              | 7.3 (45.1)                              | 12.1 (53.8)                             | 17.0 (62.6)                             | 20.9 (69.6)                             | 24.4 (75.9)                             | 26.4 (79.5)                             | 26.1 (79.0)                             | 21.6 (70.9)                             | 15.8 (60.4)                             | 9.4 (48.9)                              | 5.9 (42.6)                              | 16.0 (60.8)                             |
| 일일 평균 기온 °C (°F)                                                                    | 2.5 (36.5)                              | 3.6 (38.5)                              | 7.4 (45.3)                              | 11.3 (52.3)                             | 15.5 (59.9)                             | 18.9 (66.0)                             | 20.6 (69.1)                             | 20.3 (68.5)                             | 16.1 (61.0)                             | 11.5 (52.7)                             | 6.3 (43.3)                              | 3.3 (37.9)                              | 11.4 (52.5)                             |
| 일평균 최저 기온 °C (°F)                                                                  | −0.2 (31.6)                             | 0.0 (32.0)                              | 2.6 (36.7)                              | 5.7 (42.3)                              | 10.1 (50.2)                             | 13.4 (56.1)                             | 14.9 (58.8)                             | 14.5 (58.1)                             | 10.7 (51.3)                             | 7.2 (45.0)                              | 3.3 (37.9)                              | 0.8 (33.4)                              | 6.9 (44.4)                              |
| 역대 최저 기온 °C (°F)                                                                    | −23.6 (−10.5)                           | −22.3 (−8.1)                            | −16.7 (1.9)                             | −5.6 (21.9)                             | −2.4 (27.7)                             | 1.1 (34.0)                              | 4.9 (40.8)                              | 4.8 (40.6)                              | −1.3 (29.7)                             | −7.6 (18.3)                             | −10.8 (12.6)                            | −23.4 (−10.1)                           | −23.6 (−10.5)                           |
| 평균 강수량 mm (인치)                                                                     | 35.4 (1.39)                             | 34.1 (1.34)                             | 38.6 (1.52)                             | 41.8 (1.65)                             | 77.2 (3.04)                             | 68.5 (2.70)                             | 71.9 (2.83)                             | 61.3 (2.41)                             | 54.6 (2.15)                             | 59.5 (2.34)                             | 47.6 (1.87)                             | 45.2 (1.78)                             | 635.7 (25.03)                           |
| 평균 강수일수 (≥ 1.0 mm)                                                                  | 9.1                                     | 8.3                                     | 8.5                                     | 8.6                                     | 10.8                                    | 10.2                                    | 10.4                                    | 9.5                                     | 8.0                                     | 9.6                                     | 9.2                                     | 10.2                                    | 112.3                                   |
| 평균 강설일수                                                                             | 7.0                                     | 6.7                                     | 3.3                                     | 0.7                                     | 0.0                                     | 0.0                                     | 0.0                                     | 0.0                                     | 0.0                                     | 0.1                                     | 2.2                                     | 6.0                                     | 25.9                                    |
| 평균 상대 습도 (%)                                                                        | 86                                      | 82                                      | 76                                      | 72                                      | 73                                      | 74                                      | 72                                      | 76                                      | 80                                      | 85                                      | 86                                      | 86                                      | 79                                      |
| 평균 월간 일조시간                                                                        | 55.5                                    | 85.8                                    | 146.4                                   | 186.9                                   | 209.1                                   | 226.4                                   | 239.7                                   | 224.2                                   | 173.5                                   | 100.4                                   | 55.2                                    | 44.2                                    | 1,747.3                                 |
| 출처 1: 프랑스 기상청 (평년값: 1991년~2020년, 극값: 1924년~현재, 강설일수: 1981년~2010년) |                                         |                                         |                                         |                                         |                                         |                                         |                                         |                                         |                                         |                                         |                                         |                                         |                                         |
| 출처 2: Infoclimat.fr (상대습도: 1961년~1990년)                                           |                                         |                                         |                                         |                                         |                                         |                                         |                                         |                                         |                                         |                                         |                                         |                                         |                                         |

## 유적지 및 관광
- 유럽기구 (Quartier européen)
  - 유럽 의회 (Parlement européen)
  - 유럽평의회 (Conseil de l'Europe)
- 독일풍 구역 (Quartier <<allemand>>)
  - 공화국 광장 (Place de la République)
- 그랑드 일 (Grande Île)
  - 목조 건물의 집 (Maison des Tanneurs)
  - 클레베르 광장 (Place Kléber)
  - 레 알 쇼핑센터 (Centre Commercial Les Halles)
- 프티트 프랑스(le quartier de la Petite France)
- 스트라스부르 노트르담 대성당(la cathédrale Notre-Dame de Strasbourg)
- 매종 카머젤 (Maison Kammerzel)

## 스포츠

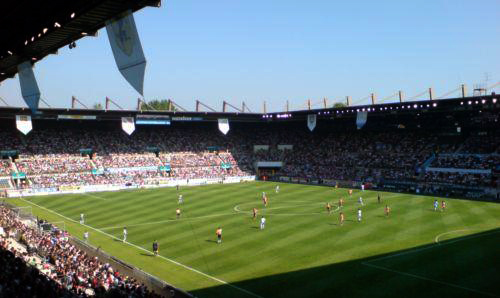
RC 스트라스부르의 홈구장 스타드 드 라 메노

스트라스부르를 연고로 하는 스포츠 팀들에는 라싱 클뤼브 드 스트라스부르 알자스 (축구), 스트라스부르 IG (농구),  에투알 누아르 (아이스하키)가 있다. 여성 테니스 대회  엥테르나쇼노 드 스트라부르는 프랑스 오픈에서 가장 중요한 대회 중 하나이다. 1922년에 스트라스부르는 피아트가 부가티, 발로, 롤랑 피랭, 그리고 영국의 애스턴 마틴, 선빔과 겨루는 XVI 그랑 프리 드 l'A.C.F.가 열린 곳이기도 하다.

## 자매결연도시
| 도시             | 국가   |
| ---------------- | ------ |
| 슈투트가르트     | 독일   |
| 드레스덴         | 독일   |
| 레스터           | 영국   |
| 보스턴           | 미국   |
| 자크멜           | 아이티 |
| 벨리키노브고로드 | 러시아 |
| 페스             | 모로코 |